# Mocsári ördög

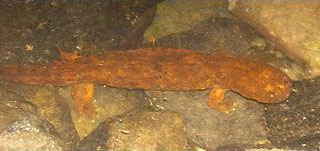

A mocsári ördög (Cryptobranchus alleganiensis) a  kétéltűek (Amphibia) osztályába, a farkos kétéltűek (Caudata) rendjébe és a óriásszalamandra-félék (Cryptobranchidae) családjába tartozó faj.

## Elterjedése, előfordulása
Az Amerikai Egyesült Államok területén honos. Az édesvizek lakója.

## Megjelenése
A mocsári ördög a harmadik legnagyobb kétéltű a kínai óriásszalamandra és a japán óriásszalamandra után és a legnagyobb észak-amerikai kétéltű. Testhossza 30-74 cm. Testtömege másfél kiló. Feje nagy, lapos, orra legömbölyített, törzse vastag, nagyon húsos, erősen lapított, és két oldalát, miként az óriásszalamandráét, vastag, hosszant futó, nagyon laza bőrű és ráncos bőrredő szegélyezi, farka szintén izmos, oldalról erősen összenyomott. Külső kéz- és lábujjain, valamint végtagjai külső oldalán nagyon fejlett bőrszegélyek vannak. Szemei sötétebbek, mint a gőtékéi, az axolotléihoz hasonlók, orrlyukai egészen az orr hegyén foglalnak helyet, s belül az ínyfogsor mellett nyílnak. Kopoltyúnyílásai vannak, a bőre nyálkás.

## Életmódja
Kis halak, rákok szerepelnek az étrendjén.

## Szaporodása
450–500 petét rak.

## Természetvédelmi állapota
A gátépítés, a Chytridiomycosis gombabetegség fenyegeti, és még az is, hogy hobbiállatnak adják el. Az IUCN vörös listáján a mérsékelten veszélyeztetett kategóriában szerepel.